# SAS Royal Hotel
SAS Royal Hotel (senare Radisson Collection Royal Hotel) är ett hotell i centrala Köpenhamn med 270 rum. Det formgavs och inreddes av Arne Jacobsen på uppdrag av SAS 1956–1960.
Byggnadskompexet består av två delar; hotellet med 22 våningar, som var Köpenhamns första skyskrapa, och en lägre tvåvåningsbyggnad med hotellets foajé och restaurang. Flygpassagerare kunde checka in och vänta i loungen tills de hämtades av flygbussen för direkt transport till flygplanet.

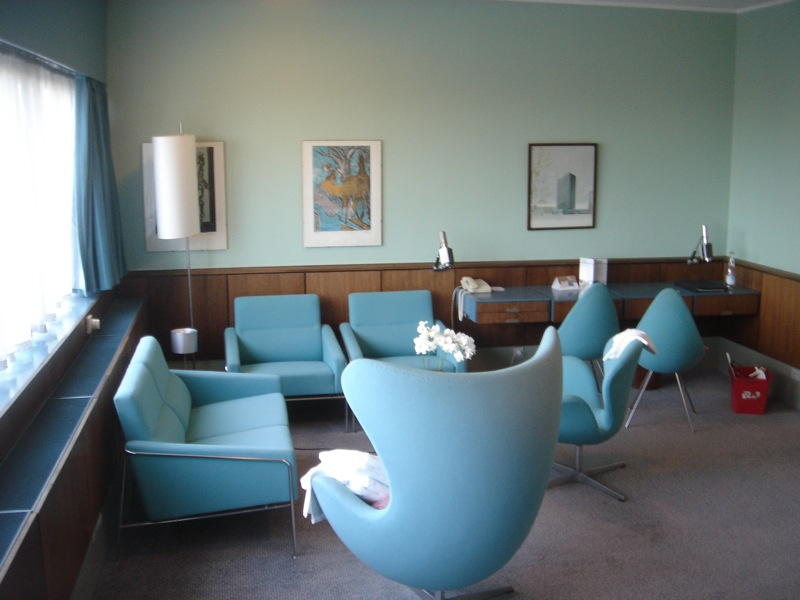
Rum 606.

Arne Jacobsen ritade bland annat stolarna Svanen och Ägget till hotellet och formgav allt från bestick till dörrhandtag. År 2018 renoverades det för 150 miljoner kroner och i samband med det stängdes takrestaurangen som öppnade 2006.
Rum 606 är inrett med Jacobsens originalmöbler och har aldrig renoverats. Det har använts sedan hotellets invigning men kan sedan 2018 inte bokas.
Byggnaden är kulturskyddad och exteriören får inte ändras. Därför står det fortfarande SAS på huset trots att det sedan 2009 ägs och drivs av Radisson.